# Marie Gabriella Sagheddu
Blahoslavená Marie Gabriella Sagheddu řeholním jménem Marie Gabriella od Jednoty (17. března 1914 Dorgali – 23. dubna 1939 Grottaferata, Řím) byla mniškou trapistek, ženské odnože Řádu cisterciáků přísné observance. V katolické církvi je uctívána jako blahoslavená.

## Život
Pocházela ze Sardinie z rodiny pastevců. Ve 20. letech 20. století vstoupila na radu svého zpovědníka jako mniška do kláštera sester trapistek v Grottaferratě. Vnímala bolestně rozdělení křesťanů a modlila se za jejich sjednocení v jednu církev (odtud její řeholní jméno Marie Gabriella od Jednoty). S úmyslem sjednocení křesťanů nakonec nabídla svůj život Bohu.
Onemocněla tuberkulózou a v roce 1939 zemřela.

## Beatifikace
V roce 1957 byl hrob Marie Gabrielly otevřen, přičemž se zjistilo, že její tělo nepodléhá rozkladu. Když se komunita trapistek stěhovala z Grottaferraty do Vitorchiana, tělo Marie Gabrielly převezly s sebou. Dnes je uloženo v kapli vitorchianského kláštera.
Dne 25. ledna 1983 prohlásil papež sv. Jan Pavel II. sestru Marii Gabriellu za blahoslavenou. Malá relikvie této mnišky je uložena v českém trapistickém opatství v Novém Dvoře u Toužimi. Vitorchianská komunita v roce 2007 založila svou fundaci také v Čechách a to v klášteru Naší Paní nad Vltavou v Poličanech.